# Armoiries de la Russie
Les armoiries de la Russie constituent l'emblème héraldique de la fédération de Russie. Elles sont inspirées de celles de l'ancien Empire qui ont été restaurées après la chute de l'Union soviétique, en dépit des objections. La couleur rouge du blason symbolise la Grande Russie, un ancien nom du pays, utilisé par les Russes pour le distinguer de la Petite Russie (l'Ukraine) ou de la Russie Blanche (la Biélorussie). Les deux têtes couronnées de l'aigle représentent l'Empire russe, dont le territoire s'étend sur deux continents, l'Europe et l'Asie.
Quant à l'aigle bicéphale, elle fut reprise de l'Empire byzantin (dynastie des Paléologue) et symbolise l'église orthodoxe dont le Saint-Synode est situé à Moscou. Le sceptre et la sphère dorée dans ses serres représentent respectivement le pouvoir du tsar et celui de l'Église orthodoxe russe. Au centre, l'aigle tient un petit écu représentant saint Georges, le patron des Slaves selon la Russie, terrassant le dragon.
La Russie n'est plus une monarchie mais elle garde comme symbole de souveraineté la couronne dans ses armoiries comme l'ont fait la Bulgarie, la Géorgie, la Hongrie, le Monténégro, la Pologne, la Roumanie et la Serbie.
Ces armes se blasonnent ainsi : de gueules, à l'aigle bicéphale, chaque tête surmontée d'une couronne fermée, l'aigle surmontée d'une couronne fermée, à un sceptre dans la patte dextre et un orbe cerclé dans la patte sénestre, le tout d'or, l'aigle chargée en cœur d'un écusson de la Moscovie.
Elles ont repris diverses versions antérieures du blason, en remplaçant notamment les métaux et émaux antérieurs du champ et des meubles (hormis l'écusson de la Moscovie, inchangé, représentant saint Georges terrassant le dragon), ainsi qu'en substituant un orbe à une épée dans la patte senestre de l'aigle.

## Armoiries de l'Empire russe

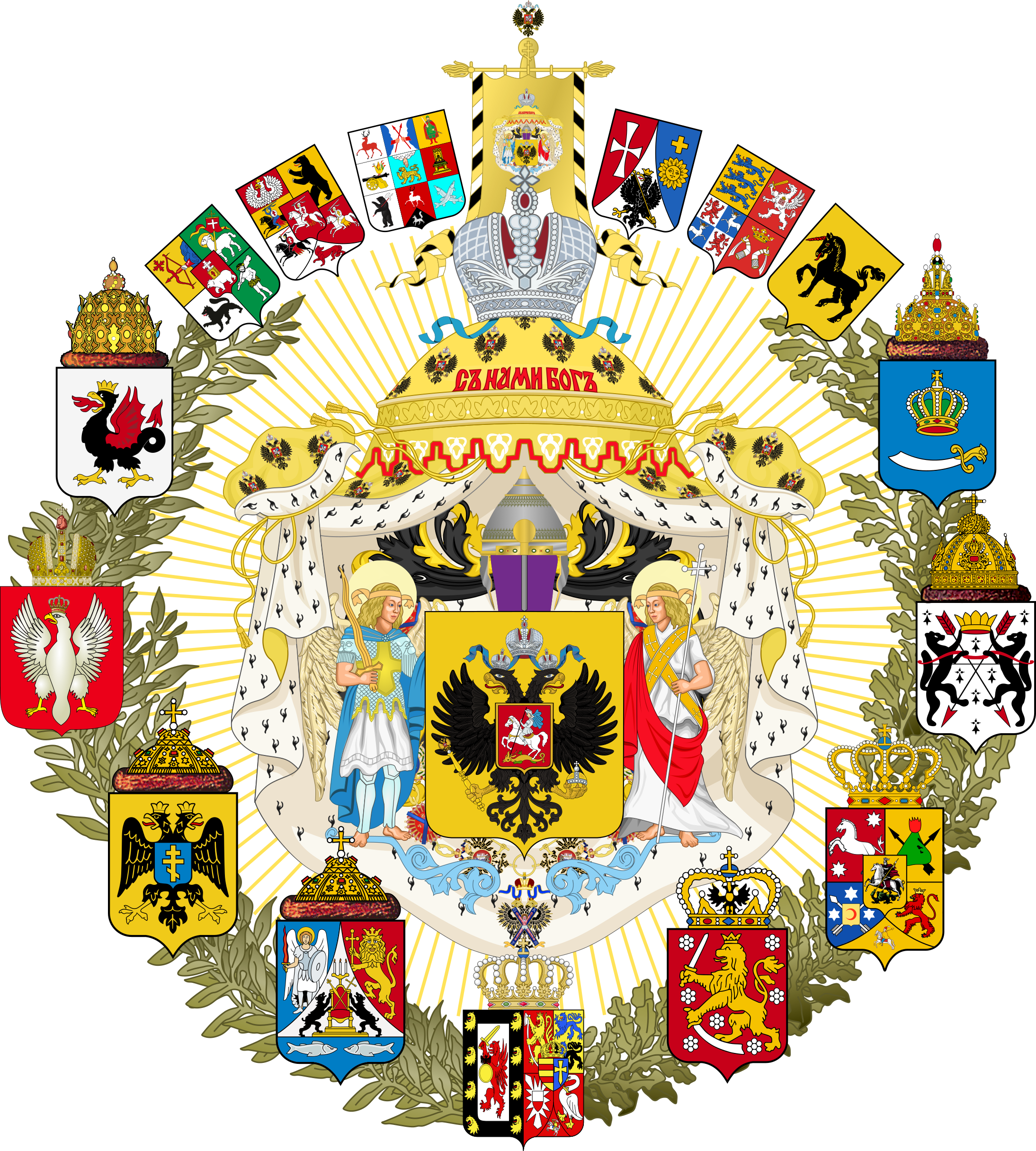
Grandes armoiries de l'Empire russe de 1883 à 1917.

Petites armoiries de l'Empire jusqu'en 1917.

Armoiries de l'Empire telles que décrites par la constitution de 1906.

Les grandes armoiries de l'Empire russe font figurer sur leur pourtour, autour de l'aigle bicéphale russe flanqué des archanges saint Michel et saint Gabriel, qui en occupent le centre, les armoiries de chacune des terres composant l'Empire. Les armoiries supérieures sont les armes composées :
1. Des régions du Nord (Perm, Khanat bulgare de la Volga, Viatka, Kondinsky, Obdorsk) ;
2. De la Biélorussie et Lituanie (Lituanie, Białystok, Samogitie, Polatsk, Vitebsk, Mstislavl) ;
3. Des provinces de la Grande Russie (Pskov, Smolensk, Tver, Nijni Novgorod, Riazan, Rostov, Iaroslavl, Belozersk, Oudorski) ;
4. Des régions du Sud (Volhynie, Podolsk, Chernigov) ;
5. Des provinces baltes (Estonie, Courlande et Semigalie, Carélie, Livonie) ;
6. Du Turkestan.

La représentation ci-dessus des grandes armoiries de l'Empire russe est récente et prend en compte la correction d'un certain nombre d'erreurs existant dans les représentations précédentes de ces armoiries, par exemple le nombre de roses figurant sur les armoiries de la Finlande (huit, contre sept dans les représentations précédentes).
Les petites armoiries (Малый государственный герб Российской Империи) font figurer l'aigle impérial, l'écu de saint Georges, l'ordre de Saint-André et autour, les armoiries d'Astrakhan, de Sibérie, de Géorgie, de Finlande, de Kiev-Vladimir-Novgorod, de Tauride, de Pologne et de Kazan.
La question complexe de la représentation correcte des grandes armoiries de l'Empire russe est accentuée par le désintérêt qu'a témoigné le régime soviétique à l'égard de la question.

Sceau d'Ivan III (1489).
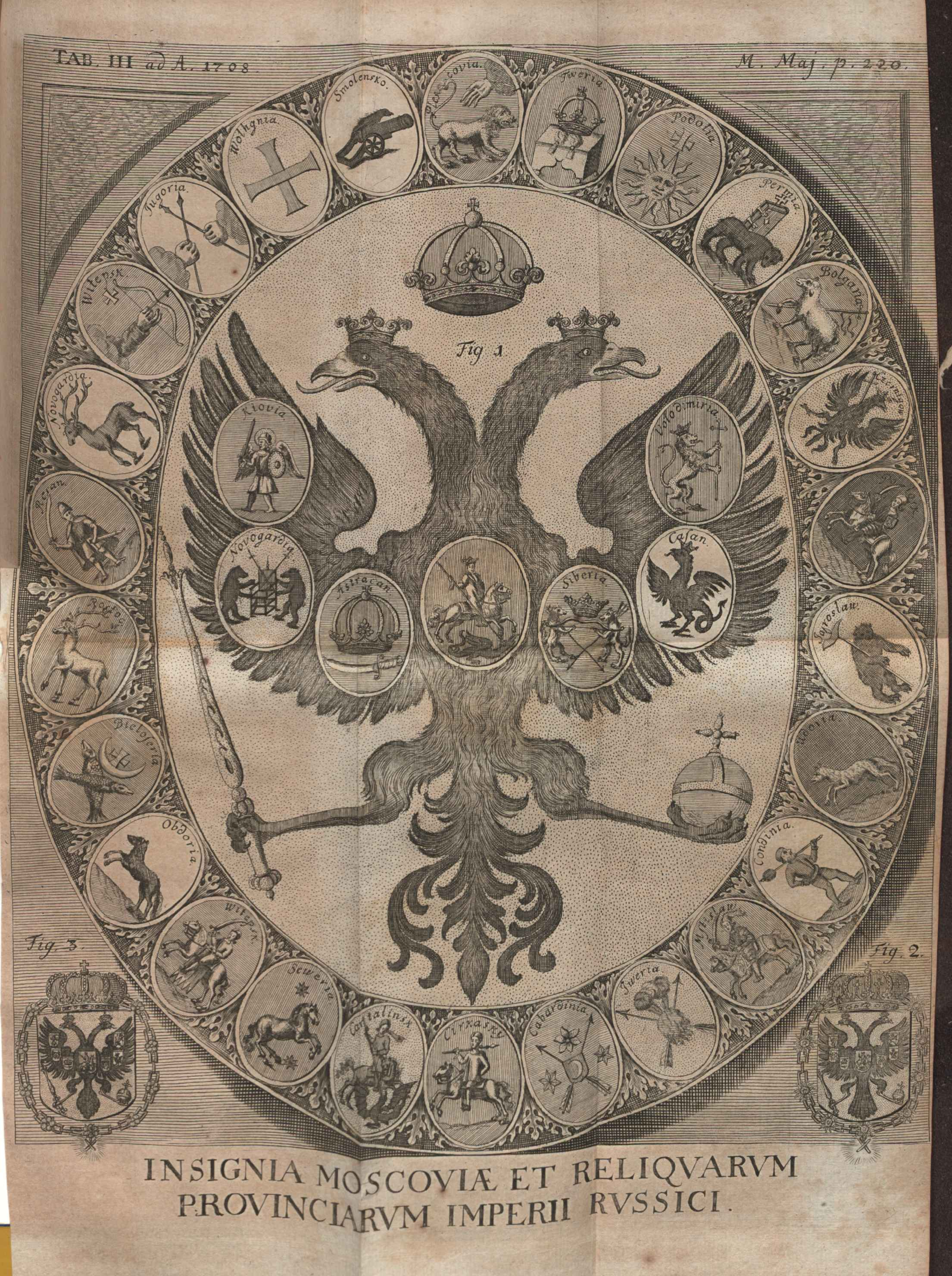
Armoiries publiées sur les Acta Eruditorum de 1708.

## Période révolutionnaire

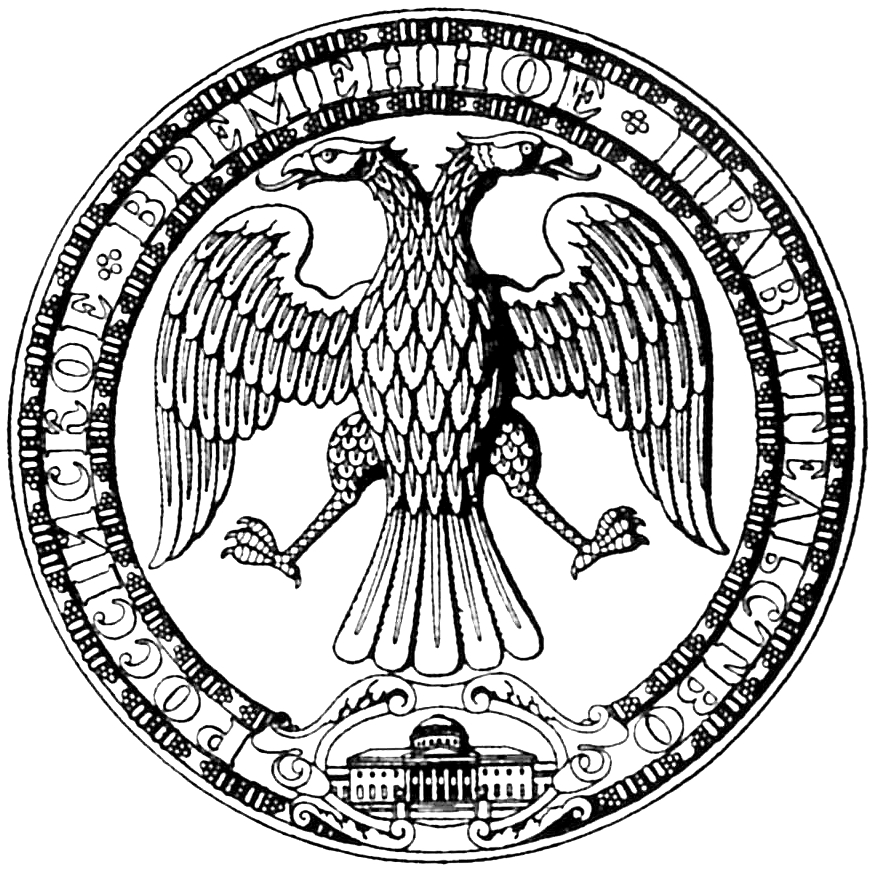
Sceau du Gouvernement provisoire (1917).
Armoiries de la République russe (1917).

## Emblème de la république socialiste fédérative soviétique de Russie
Les armoiries de la RSFS de Russie ont été adoptées le 10 juillet 1918 par le gouvernement de la république socialiste fédérative soviétique de Russie, et modifiées à plusieurs reprises ensuite. Le blason est basé sur celui de l'Union soviétique. Il montre un symbole de l'agriculture (blé), un lever de soleil pour l'avenir de la nation russe, l'étoile rouge, ainsi que la faucille et le marteau pour le communisme en général.
La banderole porte la devise d'État de l'URSS (« Prolétaires de tous les pays, unissez-vous ! ») en russe : Пролетарии всех стран, соединяйтесь!.
Le sigle de la RSFSR est affiché au-dessus de la faucille et du marteau, et se lit РСФСР, pour Российская Советская Федеративная Социалистическая Республика, la République socialiste fédérative soviétique russe.
Des emblèmes analogues ont été utilisés par les républiques socialistes soviétiques autonomes (RSSA) au sein de la RSFSR, les principales différences sont généralement l'utilisation de la république du sigle et de la présence de la devise dans les langues du territoire. Les armoiries de la RSSA Daghestan font exception : elles avaient le slogan en onze langues, alors qu'il n'y avait qu'une seule langue officielle au Daghestan.
La RSFSR a été la dernière république soviétique à inclure l'étoile dans son blason, à la fin des années 1970. L'emblème a été modifié en 1993 pour les nouvelles armoiries de la Russie.

Armoiries de la république socialiste fédérative soviétique de Russie
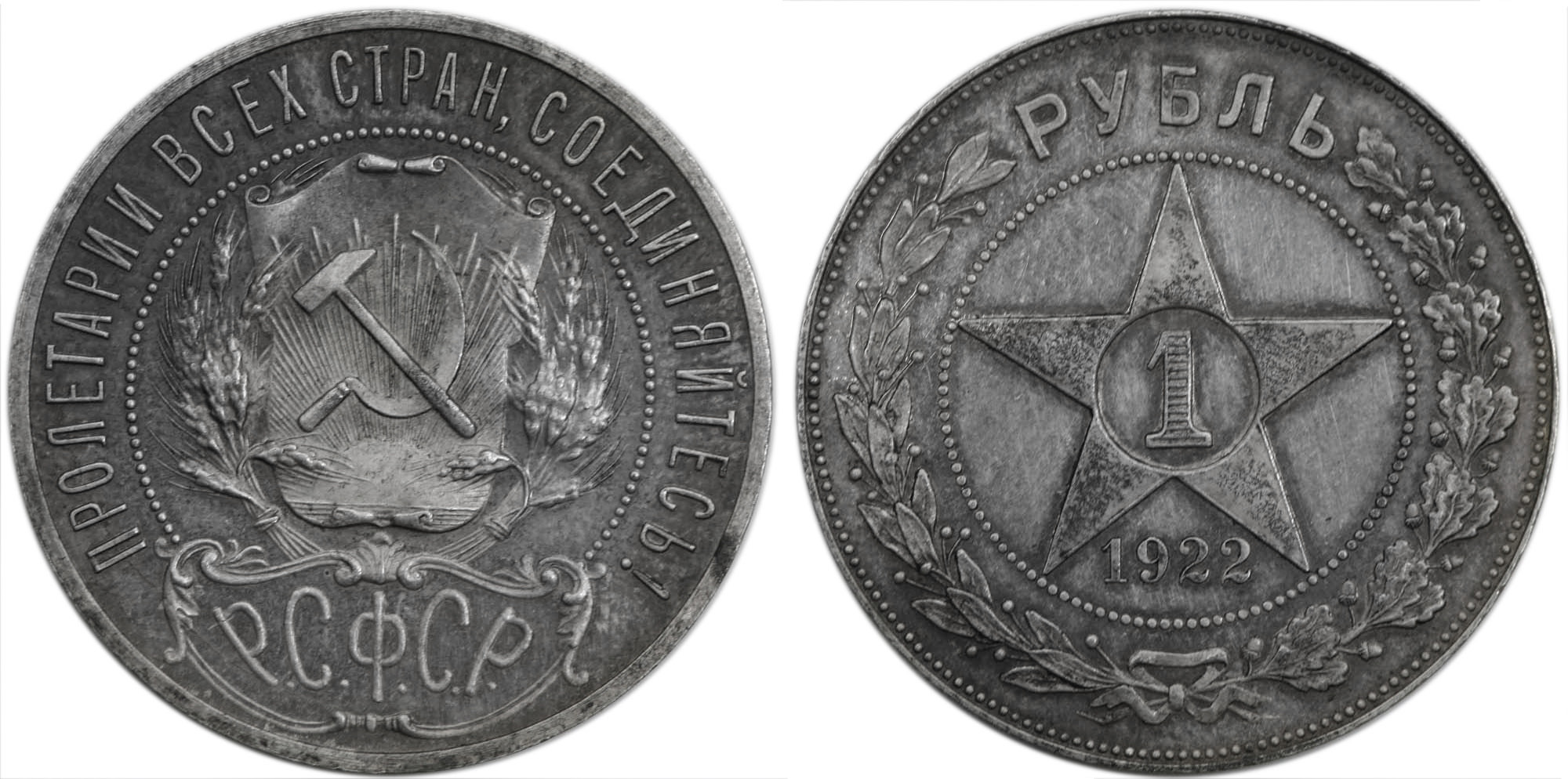
En 1922.
De 1918 à 1920.
De 1920 à 1978.
De 1978 à 1992.

## Fédération de Russie

Armoiries de la fédération de Russie
De 1992 à 1993.
Depuis 1993.
Depuis 1993 (variante sans l'écu).

- Propositions d'armoiries pour la Russie